# Oratorio del Olivar
El oratorio del Santo Cristo del Olivar, conocido también como oratorio del Olivar, es una iglesia de culto católico de la ciudad de Madrid (España).
Está situada en el n.º 4 de la calle Cañizares, casi enfrente de la iglesia de San Sebastián, cerca de la calle de Atocha. Desde el año 1966 ostenta el rango de iglesia parroquial.

## Historia
El origen del oratorio se remonta al siglo XVII. En el año 1608 se había fundado la Real Congregación de los Indignos Esclavos del Santísimo Sacramento, una asociación piadosa que tenía como fin la exaltación de la Eucaristía; la congregación gozó desde el principio de gran éxito entre los fieles madrileños y contó con el apoyo de la realeza.
Tras tener su sede en sucesivas iglesias madrileñas, en el año 1647 la congregación erigió su propia sede con iglesia y una casa en terrenos que había comprado previamente, encomendando las obras al maestro Manuel Aguiar. El año siguiente fue inaugurado el oratorio.
El templo, al que Ramón Mesonero Romanos llama "El Sacramento", sufrió numerosos expolios y pérdidas durante la guerra de la Independencia, las desamortizaciones... con todo, fue en el siglo XX cuando más modificaciones sufrió la fábrica antigua.
De 1910 a 1919, oratorio y casa cural anexa fueron totalmente rehechos por el arquitecto Enrique María Repullés y Vargas, quizá como consecuencia del mal estado de los edificios preexistentes. Repullés siguió en el nuevo edificio los cánones de la arquitectura barroca madrileña, resultando un templo de tres naves separadas por pilares con pilastras adosadas, cubriéndose con bóveda de cañón con lunetos la nave principal y bóvedas de arista las laterales. El crucero se remata por una pequeña cúpula sin tambor. Estos resabios barroquizantes quedan matizados en la sobria fachada principal, realizada en ladrillo, que Repullés concibió en estilo ecléctico, mezclando elementos renacentistas como la ventana con serliana con otros neoclásicos o barrocos.
Durante el periodo antecedente a la guerra civil española, el templo sufrió gravísimos destrozos. Desaparecieron casi todas las imágenes y retablos, que habían sido respetados por la reforma en su mayor parte. Reparada después de la guerra, la iglesia quedó encomendada a la Orden de Predicadores (dominicos), que ya desde 1899 se desempeñaban como capellanes de la Real Congregación.

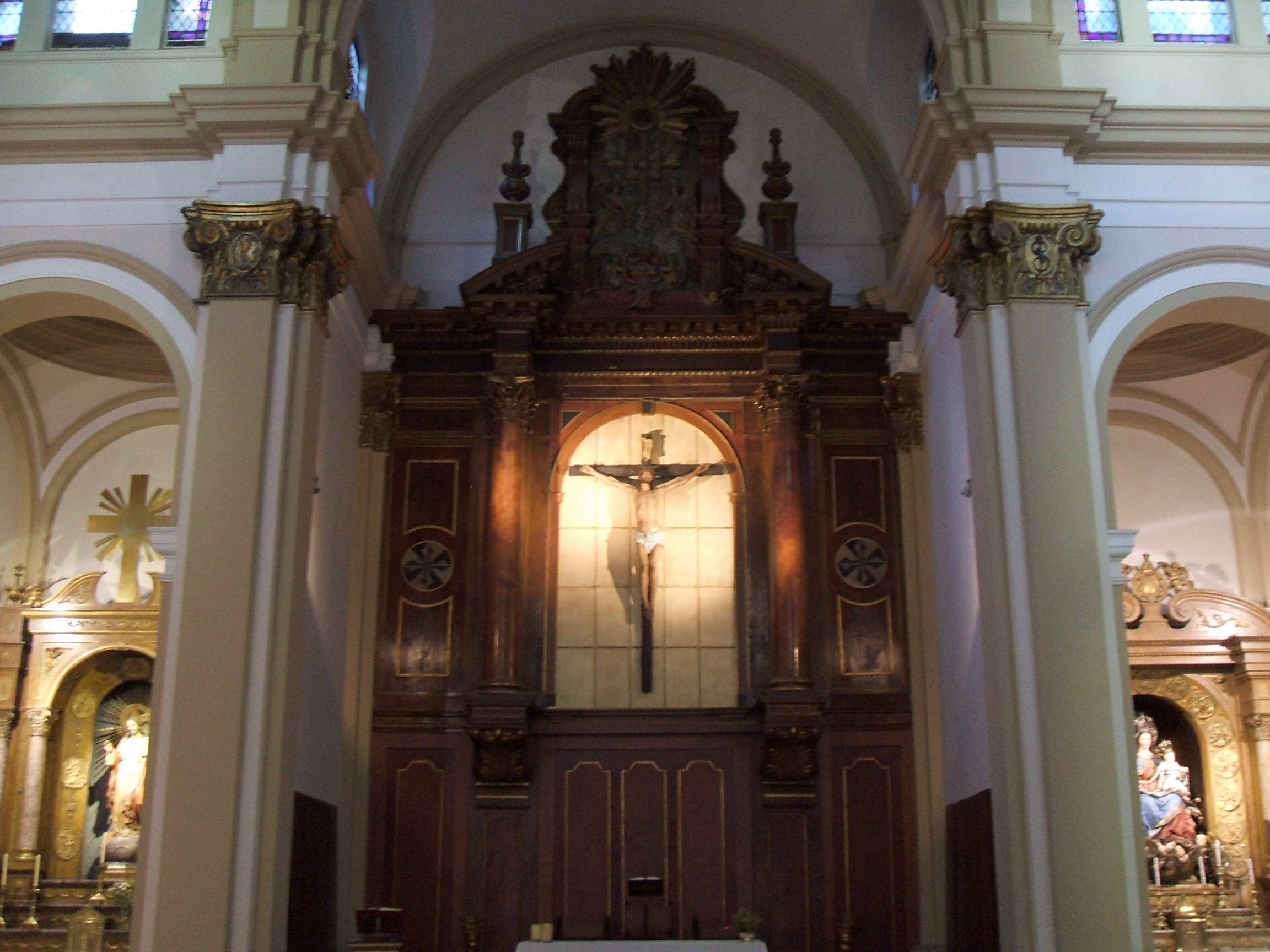
Interior del templo, con el Santo Cristo de Manuel Pereira presidiendo el retablo mayor; a la derecha de la imagen, la Virgen del Rosario de Luis Salvador Carmona.

El oratorio, hoy iglesia parroquial, muestra las sencillas líneas levemente barroquizantes que diseñó Repullés. Los altares y decoración son contemporáneos en su mayoría, aunque se han conservado dos importantes obras antiguas: en primer lugar, el Santo Cristo de la Fe, escultura barroca obra de Manuel Pereira, que preside un moderno retablo de madera sin policromar. Originalmente, la imagen formaba un Calvario, con las imágenes de María y san Juan Evangelista flanqueando el Crucificado; las dos imágenes laterales fueron destruidas en la Guerra Civil, quedando el Cristo también algo dañado, como se puede observar en fotografías antiguas, donde se ven ligeras variantes en el paño de pureza y los brazos. Con todo, la actual talla es excelente muestra del arte de Pereira, de rasgos idealizados y fina anatomía.
La otra gran obra de arte que alberga el oratorio es La Virgen del Rosario, uno de los mejores grupos escultóricos de Luis Salvador Carmona. El escultor vallisoletano muestra en esta escultura su dominio del movimiento y la herencia de la gran escultura castellana de la que fue continuador. La talla muestra a María sedente en un trono, sosteniendo al Niño sobre una de sus rodillas, rodeados los dos por una gloria de ángeles niños y querubines entre nubes, tallados con gran esmero. La obra procede del desaparecido convento de Santo Tomás. El oratorio conservaba, además de esta, dos esculturas más de Carmona: una Piedad y un Cristo azotado; ambas, entre las mejores de la producción del maestro, desaparecieron durante la guerra civil española y solo se conocen por fotografías antiguas y grabados.

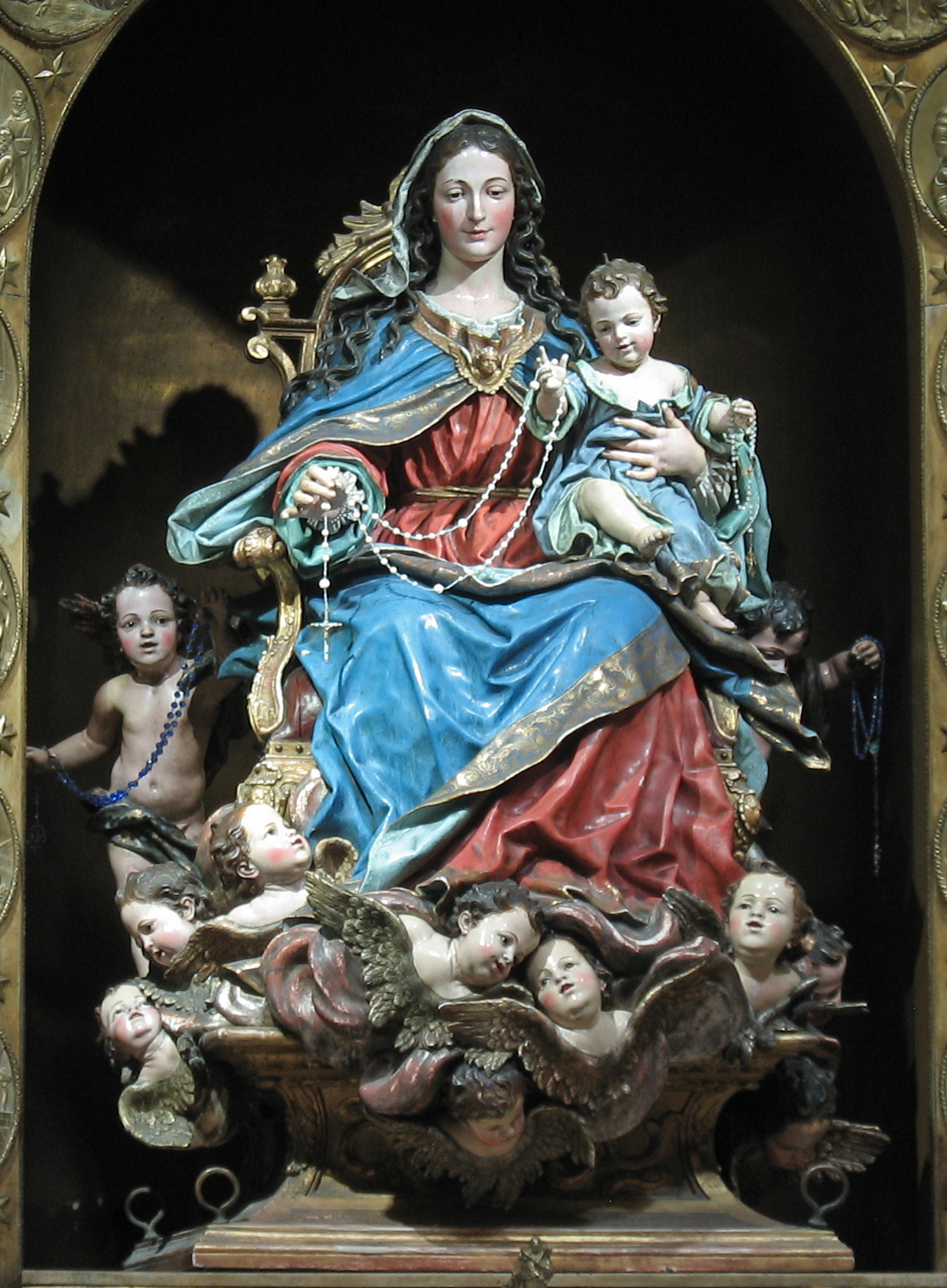
Luis Salvador Carmona: La Virgen del Rosario.